# Концерт Для Скрипки І Біг-Бенду
Концерт Для Скрипки І Біг-Бенду — концертний альбом Олега Скрипки, вокаліста гурту Воплі Відоплясова, та оркестру російського саксофоніста Ігоря Бутмана, який був записан у грудні 2001 року, у харківському клубі «Роддом».
Автором ідеї створення цього проекту став Ігор Бутман. Він запропонував Скрипці виконати таких прославлених зірок світової музики як Френк Сінатра, Елвіс Преслі та інші.
Втім Олег Скрипка теж не залишився осторонь і включив до репертуару кілька композицій на свій вибір, наприклад хіт 60-х «Ромашки сховалися, поникли лютики», який працями музикантів перетворився на блюзові композиції. Так само в супроводі оркестру Скрипка виконав «Постой паровоз» і «Шумів очерет, дерева гнулися».

## Видання
Тривалий час запис не був офіційно виданим і серед прихильників, розповсюджувався піратським засобом. Лише у 2010 році, на сайті видавництва «Країна Мрій», були викладені 14 треків (з 22-ох) для безкоштовного завантаження.

## Список композицій
Завантаження 2010
1. Інтро
2. Dance With Me
3. Fly Me To The Moon
4. Besame Mucho
5. Я В Весеннем Лесу
6. Червоні Коні
7. Ты Ушёл
8. Я Прошу
9. На Вулиці Скрипка Грає
10. Qui Sas
11. Подмосковные Вечера
12. Ромашки Спрятались
13. Стривай, Паровозе
14. Шумел Камыш

Бутлеґ
1. Інтродкуція
2. Фівер
3. Денс Виз Мі
4. Флаї Мі Ту Зє Мун
5. Бесаме Мучо
6. Я В Весеннем Лесу
7. Я Підійду
8. Політрок
9. Червоні Коні
10. Ты Ушёл
11. Песня О Далёкой Родине
12. Інколи
13. Галю, Приходь (Highway To Hell)
14. Їхали Козаки
15. На Вулиці Скрипка Грає
16. Ти Ж Мене Підманула
17. То Було Не Ходити
18. Кі Сас
19. Подмосковные Вечера
20. Ромашки Спрятались
21. Постой, Паровоз
22. Шумел Камыш